# Communauté de communes de la Montagne bourbonnaise
La communauté de communes de la Montagne bourbonnaise est une ancienne communauté de communes française, située dans le sud-est du département de l'Allier en région Auvergne-Rhône-Alpes. Couvrant toute la Montagne bourbonnaise, elle exista de 1996 à 2017 avant de fusionner avec la communauté d'agglomération de Vichy Val d'Allier pour donner Vichy Communauté.

## Historique
La communauté de communes, créée en 1996, avait « pour objet le développement, l'aménagement et la conduite d'actions de solidarité sur le territoire de la Montagne bourbonnaise ».
Le 14 avril 2008, le conseil communautaire avait élu François Szypula et désigné trois vice-présidents (Nicole Coulange, Jean-Dominique Barraud et Colette Riboulet).
En 2014, le président sortant, Jacques Blettery, élu à Saint-Nicolas-des-Biefs, ne s'était pas représenté « pour des raisons personnelles ». Il fut remplacé par François Szypula, maire d'Arronnes.
| Période                                  | Période          | Identité         | Étiquette | Qualité                       |
| ---------------------------------------- | ---------------- | ---------------- | --------- | ----------------------------- |
| Les données manquantes sont à compléter. |                  |                  |           |                               |
|                                          | 14 avril 2008    |                  |           |                               |
| 14 avril 2008                            |                  | François Szypula |           |                               |
|                                          | 17 avril 2014    | Jacques Blettery |           | Élu à Saint-Nicolas-des-Biefs |
| 17 avril 2014                            | 31 décembre 2016 | François Szypula |           | Maire d'Arronnes              |

Le schéma départemental de coopération intercommunale de l'Allier prévoyait la fusion avec la communauté d'agglomération de Vichy Val d'Allier. Cette proposition, présentée en octobre 2015, fut adoptée en mars 2016. La nouvelle intercommunalité forme une communauté d'agglomération de 38 communes pour une population de près de 83 000 habitants, et porte, à la suite de l'arrêté préfectoral du 5 décembre 2016, le nom de « Vichy Communauté ».

## Territoire communautaire

### Géographie
La communauté de communes de la Montagne bourbonnaise est située au sud-est du département de l'Allier. Son périmètre coïncide avec la région naturelle de la Montagne bourbonnaise.
Elle est limitrophe avec la communauté d'agglomération de Vichy Val d'Allier au nord-ouest, la communauté de communes du Pays de Lapalisse au nord, Roannais Agglomération et la communauté de communes du Pays d'Urfé dans le département limitrophe de la Loire, et deux communautés de communes du Puy-de-Dôme : Montagne Thiernoise et Entre Allier et Bois Noirs.

### Composition
Elle était composée des quinze communes suivantes :
| Nom                          | Code Insee | Gentilé          | Superficie (km2) | Population (dernière pop. légale) | Densité (hab./km2) |
| ---------------------------- | ---------- | ---------------- | ---------------- | --------------------------------- | ------------------ |
| Le Mayet-de-Montagne (siège) | 03165      | Mayetois         | 29,03            | 1 395 (2014)                      | 48                 |
| Arfeuilles                   | 03006      | Arfeuillats      | 59,56            | 665 (2014)                        | 11                 |
| Arronnes                     | 03008      | Arronnais        | 26,00            | 373 (2014)                        | 14                 |
| La Chabanne                  | 03050      | Chabannais       | 20,00            | 196 (2014)                        | 9,8                |
| La Chapelle                  | 03056      | Chapelains       | 21,10            | 376 (2014)                        | 18                 |
| Châtel-Montagne              | 03066      | Châtelois        | 36,81            | 366 (2014)                        | 9,9                |
| Châtelus                     | 03068      | Châteludaires    | 6,64             | 119 (2014)                        | 18                 |
| Ferrières-sur-Sichon         | 03113      | Farrérauds       | 38,58            | 583 (2014)                        | 15                 |
| La Guillermie                | 03125      | Guillermiauds    | 12,33            | 131 (2014)                        | 11                 |
| Laprugne                     | 03139      | Prugnards        | 34,61            | 324 (2014)                        | 9,4                |
| Lavoine                      | 03141      | Lavoinais        | 17,53            | 161 (2014)                        | 9,2                |
| Molles                       | 03174      | Mollois          | 26,89            | 868 (2014)                        | 32                 |
| Nizerolles                   | 03201      | Nizerollois      | 17,57            | 354 (2014)                        | 20                 |
| Saint-Clément                | 03224      | Saint-Clémentois | 25,98            | 323 (2014)                        | 12                 |
| Saint-Nicolas-des-Biefs      | 03248      | Saint-Nicolavois | 28,90            | 177 (2014)                        | 6,1                |

### Démographie
| 1968  | 1975  | 1982  | 1990  | 1999  | 2008  | 2013  |
| ----- | ----- | ----- | ----- | ----- | ----- | ----- |
| 9 860 | 8 605 | 7 343 | 6 874 | 6 485 | 6 581 | 6 464 |

| Hommes | Classe d’âge | Femmes |
| ------ | ------------ | ------ |
| 0,7    | 90 ans ou +  | 1,7    |
| 11,1   | 75 à 89 ans  | 14     |
| 21     | 60 à 74 ans  | 20,4   |
| 24     | 45 à 59 ans  | 21,2   |
| 16,2   | 30 à 44 ans  | 15,8   |
| 12,1   | 15 à 29 ans  | 10,6   |
| 14,9   | 0 à 14 ans   | 16,3   |

| Hommes | Classe d’âge | Femmes |
| ------ | ------------ | ------ |
| 0,8    | 90 ans ou +  | 2,1    |
| 9,5    | 75 à 89 ans  | 13,9   |
| 18,6   | 60 à 74 ans  | 18,9   |
| 21,5   | 45 à 59 ans  | 20,4   |
| 17,6   | 30 à 44 ans  | 16,5   |
| 15,2   | 15 à 29 ans  | 13,3   |
| 16,8   | 0 à 14 ans   | 14,9   |

## Administration

### Siège
Le siège de la communauté de communes était situé au Mayet-de-Montagne.

### Les élus
La communauté de communes était gérée par un conseil communautaire composé de 33 membres représentant chacune des communes membres.
Ils étaient répartis comme suit : cinq membres pour la commune du Mayet-de-Montagne et deux pour les quatorze autres communes,.

### Présidence
Le conseil communautaire du 17 avril 2014 a élu son président, François Szypula (maire d'Arronnes), et désigné ses cinq vice-présidents qui sont :
1. Jacques Blettery (par ailleurs ancien président de l'intercommunalité), maire de Saint-Nicolas-des-Biefs ;
2. Nicole Coulange, maire de La Chapelle ;
3. Jean-Dominique Barraud, maire de Lavoine ;
4. Jean-Marc Bourel, maire de La Chabanne ;
5. Christophe Dumont, maire de Molles.

### Compétences
L'intercommunalité exerçait des compétences qui lui étaient déléguées par les communes membres.
Toute communauté de communes exerçait les deux compétences obligatoires qui sont :
- le développement économique :
  - développement local (dont « charte intercommunale de développement ou d'aménagement ou tout dispositif similaire qui viendrait s'y substituer »),
  - création, aménagement, équipement, gestion et entretien de zones d'activités commerciales, industrielles, tertiaires ou artisanales d'intérêt communautaire,
  - conduite d'actions sur les zones d'activités d'intérêt communautaire,
  - tourisme (actions destinées à favoriser la fréquentation touristique, réalisation de topo-guides, « étude/promotion/animation/réalisation/gestion d'aménagements et équipements à caractère touristique, sportif ou socio-éducatif d'intérêt intercommunal », par adhésion au SMAT de la Montagne bourbonnaise, gestion de l'identité des Monts de la Madeleine) ;
- l'aménagement de l'espace communautaire :
  - mise en œuvre d'une charte de Pays,
  - développement local,
  - élaboration, mise en œuvre, révision et suivi des schémas de cohérence territoriale et de secteur,
  - création, entretien, gestion de zones d'aménagement concerté d'intérêt communautaire,
  - constitution de réserves foncières pour l'implantation d'équipements d'intérêt communautaire,
  - contrat territorial d'exploitation collectif Montagne Bourbonnaise,
  - études pour la « révision de la réglementation intercommunale des boisements et de schémas directeurs de desserte des massifs forestiers »,
  - création et entretien de voirie forestière,
  - réseaux de chauffage collectif, etc.

La communauté de communes exerçait deux compétences optionnelles :
- protection et mise en valeur de l'environnement :
  - élimination et mise en valeur des déchets ménagers, par association au SICTOM Sud Allier de Bayet,
  - promotion des énergies renouvelables ;
- politique de l'habitat, du logement, du cadre de vie et des services :
  - définition d'une politique de l'habitat,
  - définition d'une politique de logement, opérations programmées de l'amélioration de l'habitat,
  - transport à la demande en partenariat avec le département de l'Allier,
  - actions sociales, etc.

Les compétences optionnelles étaient la « mise en œuvre de programmes expérimentaux d'accès aux technologies de l'information et de la communication », le « soutien à l'éveil en Montagne Bourbonnaise ».

### Régime fiscal et budget
La communauté de communes appliquait « la taxe professionnelle de zone et une fiscalité additionnelle sur les [taxes d'habitation, foncière sur les propriétés bâties et non bâties] dans la zone communautaire d'activités », et la fiscalité additionnelle sur les quatre taxes en dehors de la zone communautaire d'activités.

## Projets et réalisations
Sous la présidence de Jacques Blettery, la communauté de communes a réalisé la zone d'activités de Mornier, la chaufferie du réseau chaleur bois, ou encore un réseau de voiries forestières, dans le but de « favoriser le développement économique de la Montagne Bourbonnaise ».